# Grand Prix automobile d'Allemagne 2013
GP précédent GP suivant
Le Grand Prix automobile d'Allemagne 2013 (2013 Großer Preis Santander von Deutschland), disputé le 7 juillet 2013 sur le Nürburgring, est la 887e épreuve du championnat du monde de Formule 1 courue depuis 1950. Il s'agit de la soixantième édition du Grand Prix d'Allemagne comptant pour le championnat du monde de Formule 1, et de la neuvième manche du championnat 2013.
Lors des qualifications, Nico Rosberg, piégé lors de la deuxième phase, n'occupe que la onzième position sur la grille quand son coéquipier chez Mercedes Grand Prix, Lewis Hamilton réalise sa troisième pole position de la saison (la vingt-neuvième de sa carrière) sous le drapeau à damiers. Il devance Sebastian Vettel qui s'élance à ses côtés en première ligne. Mark Webber et Kimi Räikkönen partent de la deuxième ligne ; Romain Grosjean, cinquième, se place sur la troisième ligne au côté de Daniel Ricciardo. Les Ferrari, à nouveau en difficulté, occupent la quatrième ligne, Felipe Massa s'élançant septième et Fernando Alonso huitième.
Sebastian Vettel prend un meilleur départ qu'Hamilton, détenteur de la pole position, et se porte en tête dès le premier virage. Il s'impose au terme des soixante tours de l'épreuve après avoir effectué trois arrêts au stand. Il obtient ainsi sa première victoire dans son Grand Prix national, sa quatrième de la saison et la trentième de sa carrière. Au classement du championnat du monde des pilotes, L'Allemand creuse l'écart sur Fernando Alonso, quatrième de la course, désormais repoussé à 34 points. Kimi Räikkönen, deuxième de la course à une seconde sur la ligne d'arrivée, compte 41 points de retard sur Vettel au championnat.
Romain Grosjean, qui a dû laisser passer son coéquipier chez Lotus en fin de course, obtient son meilleur résultat de la saison en terminant troisième. Lewis Hamilton cinquième, suivi par Jenson Button, Mark Webber, Sergio Pérez, Nico Rosberg et Nico Hülkenberg terminent la course dans les points.
Vettel conserve la tête du championnat du monde avec 157 points et devance Alonso (123 points) et Räikkönen (116 points) ; suivent Hamilton (99 points), Webber (93 points) et Rosberg (84 points).
Au classement des constructeurs, Red Bull Racing reste en tête avec 250 points, devant Mercedes Grand Prix (183 points) et Ferrari (180 points) ; suivent Lotus (157 points), Force India (59 points), McLaren (49 points), Toro Rosso (24 points) et Sauber (7 points). Huit des onze écuries engagées au championnat ont marqué des points, Caterham, Marussia et Williams n'en ayant pas encore inscrit.

## Essais libres

### Première séance, le vendredi de 10 h à 11 h 30
| Pos. | Pilote         | Voiture              | Chrono         | Écart     |
| ---- | -------------- | -------------------- | -------------- | --------- |
| 1    | Lewis Hamilton | Mercedes             | 1 min 31 s 754 |           |
| 2    | Nico Rosberg   | Mercedes             | 1 min 31 s 973 | + 0 s 219 |
| 3    | Mark Webber    | Red Bull-Renault     | 1 min 32 s 789 | + 1 s 035 |
| 4    | Adrian Sutil   | Force India-Mercedes | 1 min 32 s 822 | + 1 s 068 |
| 5    | Kimi Räikkönen | Lotus-Renault        | 1 min 32 s 956 | + 1 s 202 |
| 6    | Felipe Massa   | Ferrari              | 1 min 33 s 065 | + 1 s 311 |

La température ambiante est entre 17 °C et 20 °C au départ de la première séance d'essais libres du Grand Prix d'Allemagne, neuvième manche du championnat. S'il ne pleut pas, le ciel reste couvert et tous les pilotes privilégient les pneus durs : les variantes tendres proposées par Pirelli ne sont choisies par aucun pilote. Max Chilton est le premier en piste pour boucler un tour d'installation, suivi d'un des pilotes locaux, Adrian Sutil. Lewis Hamilton établit le premier temps de référence en 2 min 16 s 935 quand Fernando Alonso stoppe sa monoplace en piste dans le premier secteur à cause d'un problème électrique,,.
Si, lors de la course précédente, Kimi Räikkönen bénéficiait du système de double DRS passif, c'est désormais Romain Grosjean qui est chargé de la poursuite de son développement. Mercedes, pour sa part, reprend les tests de son propre système, installé sur la monoplace de Nico Rosberg,,.
Il faut attendre près d'une demi-heure pour que Jenson Button prenne le commandement lors d'une série de tours lancés (1 min 39 s 929, 1 min 34 s 342, 1 min 33 s 642 et enfin 1 min 33 s 545). À ce stade de la séance, seuls Hamilton et Button ont effectué un tour chronométré,,.
À la mi-séance, Fernando Alonso reprend la piste après que sa monoplace a été renvoyée vers les stands pour des vérifications. Toutefois, dans son premier tour, il est victime du même souci et regagne son stand au ralenti pour permettre aux mécaniciens de procéder à un nouvel examen : les ingénieurs décèlent un problème sur le faisceau électrique, ce qui met un terme à la séance d'Alonso,,.
Mark Webber améliore la performance de Button en 1 min 33 s 047 mais est battu par Rosberg (1 min 32 s 552) puis par Lewis Hamilton, qui réalise la meilleure performance de la matinée en trois temps (1 min 32 s 349, 1 min 32 s 041 puis 1 min 31 s 754),,.
- Rodolfo González, pilote essayeur chez Marussia F1 Team, remplace Jules Bianchi lors de cette séance d'essais.

### Deuxième séance, le vendredi de 14 h à 15 h 30
| Pos. | Pilote           | Voiture          | Chrono         | Écart     |
| ---- | ---------------- | ---------------- | -------------- | --------- |
| 1    | Sebastian Vettel | Red Bull-Renault | 1 min 30 s 416 |           |
| 2    | Nico Rosberg     | Mercedes         | 1 min 30 s 651 | + 0 s 235 |
| 3    | Mark Webber      | Red Bull-Renault | 1 min 30 s 683 | + 0 s 267 |
| 4    | Romain Grosjean  | Lotus-Renault    | 1 min 30 s 843 | + 0 s 427 |
| 5    | Kimi Räikkönen   | Lotus-Renault    | 1 min 30 s 848 | + 0 s 432 |
| 6    | Fernando Alonso  | Ferrari          | 1 min 31 s 056 | + 0 s 640 |

La température ambiante est de 19 °C et la piste est à 28 °C au départ de la deuxième séance d'essais libres. Fernando Alonso, bloqué au stand lors de la première séance d'essais libres à cause de problèmes électriques, prend immédiatement la piste afin de vérifier le bon fonctionnement de sa monoplace puis regagne son stand pour un rapide debriefing. Romain Grosjean fixe le premier temps de référence en 1 min 34 s 342,,.
Jules Bianchi, qui pour la deuxième fois de la saison a laissé sa monoplace à Rodolfo González lors de la session précédente, prend la piste pour seulement dix tours : le Français, souffrant, ne participe pas à l'intégralité de la séance, son équipe souhaitant le ménager,,.
Au fur et à mesure du déroulement de la séance, les inquiétudes concernant la résistance des pneus Pirelli, qui ont déchappé à quatre reprises à Silverstone lors de l'épreuve précédente, s'estompent. À la suite d'une requête de Pirelli, la FIA, par un amendement à la réglementation technique, interdit désormais aux écuries d'intervertir les pneus gauche et droit comme elles le faisaient parfois au gré des courses. Les équipes passent d'ailleurs une grande partie de la session à évaluer le comportement des divers pneumatiques Pirelli selon la quantité de carburant et la longueur des relais,,.
Jenson Button se porte en tête du classement en 1 min 33 s 646, Kimi Räikkönen améliore en 1 min 33 s 537 et Nico Hülkenberg en 1 min 33 s 519. Romain Grosjean tourne ensuite en 1 min 33 s 020, temps battu par Mark Webber à deux reprises (1 min 32 s 333 et 1 min 31 s 790). Quelques instants plus tard, Webber reprend la piste chaussé de pneus tendres et améliore aussitôt son meilleur temps en 1 min 30 s 874 puis 1 min 30 s 683,,.
À une heure de la fin de la séance, Sebastian Vettel chausse à son tour les pneus tendres et prend la tête du classement en 1 min 30 s 416, meilleur temps de la session,,.

### Troisième séance, le samedi de 11 h à 12 h
| Pos. | Pilote           | Voiture          | Chrono         | Écart     |
| ---- | ---------------- | ---------------- | -------------- | --------- |
| 1    | Sebastian Vettel | Red-Bull-Renault | 1 min 29 s 517 |           |
| 2    | Nico Rosberg     | Mercedes         | 1 min 30 s 193 | + 0 s 676 |
| 3    | Mark Webber      | Red-Bull-Renault | 1 min 30 s 211 | + 0 s 694 |
| 4    | Fernando Alonso  | Ferrari          | 1 min 30 s 621 | + 1 s 104 |
| 5    | Felipe Massa     | Ferrari          | 1 min 30 s 639 | + 1 s 122 |
| 6    | Kimi Räikkönen   | Lotus-Renault    | 1 min 30 s 671 | + 1 s 154 |

La température de l'air est de 22 °C, la piste atteint les 33 °C et le ciel alterne entre nuages et soleil au départ de la troisième et dernière séance d'essais libres. Pastor Maldonado s'élance parmi les premiers pour un tour d'installation afin de vérifier que sa monoplace n'a pas souffert après l'incendie dans le stand Williams F1 Team dans la matinée, incendie lié à une défaillance du KERS. Jules Bianchi, malade la veille, s'élance lui aussi parmi les premiers,,.
Après cinq minutes, Sergio Pérez fixe le temps de référence en 1 min 34 s 382. Seules les McLaren, les Mercedes et les Caterham sont en piste et améliorent régulièrement leurs performances, les autres équipes préférant rester dans les stands. Quelques minutes plus tard, Nico Rosberg se porte en tête en 1 min 31 s 911 en pneus durs,,.
Rosberg améliore à nouveau et son coéquipier Lewis Hamilton se place en deuxième position quand d'autres pilotes commencent à entrer en piste, dont Max Chilton gêné par Romain Grosjean au premier virage. Au bout de vingt minutes, Sebastian Vettel passe en tête en 1 min 31 s 294 et devance son coéquipier Mark Webber de 4 millièmes de seconde. Les Red Bull précèdent Rosberg de 280 millièmes de seconde ; Grosjean est quatrième à près de huit dixièmes. Alors que Rosberg se plaint de sous-virage, son coéquipier Hamilton est victime de sur-virage. Pastor Maldonado semble lui aussi connaître des difficultés de réglage et fait une sortie de piste, sans gravité,,.
Après vingt-cinq minutes d'essais libres, les Ferrari effectuent leurs premiers tours chronométrés : Fernando Alonso réalise le huitième temps et Felipe Massa le douzième. Lewis Hamilton se plaint d'une forte instabilité de l'arrière de sa monoplace. À la mi-séance, Vettel mène toujours devant Webber ; suivent Rosberg, Grosjean et Hamilton. Alonso est désormais sixième devant Räikkönen et Massa est huitième devant Nico Hülkenberg et Daniel Ricciardo. Jenson Button possède la meilleure vitesse de pointe, devant Charles Pic et les deux pilotes Force India,,.
Hülkenberg change d'aileron avant pour tester de nouveaux réglages, Maldonado, toujours en difficulté, ne parvient pas à quitter le bas de la feuille des temps tandis qu'Hamilton regagne les stands pour faire régler sa suspension avant. Alors qu'il reste moins d'un quart d'heure, seul Esteban Gutiérrez est en piste et aucun pilote n'a chaussé ses pneus tendres. Trois minutes plus tard, Alonso sort le premier en pneus tendres, suivi de son coéquipier Felipe Massa : les Ferrari s'installent en tête (1 min 30 s 621 pour Alonso avec 18 millièmes de seconde devant Massa). Rosberg, en pneus tendres, ne tarde pas à prendre le dessus en 1 min 30 s 193, le tour le plus rapide depuis le début du week-end,,.
Les pilotes, désormais tous en pneus tendres, améliorent leurs performance, excepté Vettel resté dans son stand. Mark Webber se rapproche à 18 millièmes de seconde de Nico Rosberg quand Sebastian Vettel sort en pneus tendres à une minute du drapeau à damiers et établit la meilleure performance en 1 min 29 s 517,,.

## Séance de qualifications

### Résultats des qualifications

#### Session Q1
Le ciel est légèrement couvert au début de la séance qualificative, la température de l'air est de 24 °C et la piste atteint 42 °C. Les services météorologiques n'annoncent aucunes précipitations pour la première phase de qualification. Alors que le feu vert s'allume pour indiquer le début de la session, aucune monoplace ne prend la piste. Il faut attendre plus de deux minutes pour que les Marussia F1 Team, les Force India et Giedo van der Garde s'élancent pour un tour d'installation,,.
Paul di Resta, en pneus durs, est le premier à boucler un tour chronométré en 1 min 41 s 226 alors que les Marussia, Caterham et Williams sont déjà en pneus tendres. Si, après six minutes, Pastor Maldonado réalise le premier temps représentatif en 1 min 31 s 707, sa Williams continue à montrer des signes d'équilibre précaire qui confirment son comportement erratique lors des séances d'essai ; le Vénézuélien devance son coéquipier Valtteri Bottas,,.
À la mi-séance, Daniel Ricciardo, en 1 min 31 s 081 est en tête, en pneus tendres, et devance Nico Rosberg, en pneus durs ; suivent Maldonado, Bottas, Adrian Sutil et Esteban Gutiérrez. Les Red Bull Racing, Scuderia Ferrari et Lotus F1 Team ne sont toujours pas sorties du garage, tout comme Jenson Button et Nico Hülkenberg. À la treizième minute, Lewis Hamilton prend la deuxième place tandis que tous les autres pilotes, hormis Hülkenberg, sortent,,.
À six minutes du drapeau à damier, Fernando Alonso prend la tête en 1 min 30 s 709, en pneus tendres. Une minute plus tard, Kimi Räikkönen améliore de 33 millièmes de seconde. Seuls les pilotes Mercedes et Red Bull n'ont pas encore utilisé leurs pneus tendres. À deux minutes de la fin, Sergio Pérez améliore enfin son temps et évite une élimination dès la première phase des qualifications. Felipe Massa réalise finalement le meilleur temps en 1 min 30 s 547,,.
Les pilotes éliminés sont Bottas et son coéquipier Maldonado, Charles Pic et son coéquipier Van der Garde, Jules Bianchi et son coéquipier Max Chilton,,.

#### Session Q2
Si la température de l'air reste constante, la piste est désormais à 39 °C. Dès son ouverture, Jean-Éric Vergne s'élance, suivi de Paul di Resta. Vergne fixe le temps de référence en 1 min 31 s 285, battu par di Resta en 1 min 31 s 258. Tous les pilotes prennent la piste en pneus tendres et Kimi Räikkönen passe la ligne en 1 min 30 s 575 pour prendre la première place, juste devant son coéquipier Romain Grosjean alors que Nico Rosberg sort de la piste dans le premier virage,,.
Lewis Hamilton passe ensuite en tête en 1 min 30 s 152 et Fernando Alonso s'intercale entre les deux Lotus, en troisième position. Après un premier tour manqué, Rosberg se relance se place en seconde position : les deux Mercedes se placent aux avant-postes,,.
À six minutes de la fin de session, les deux Red Bull sont les dernières monoplaces à prendre la piste. Dans le même temps, Sergio Pérez bloque ses roues à l'épingle et ne réalise que le quatorzième temps, synonyme d'élimination. À trois minutes du terme, Sebastian Vettel réalise le meilleur tour en 1 min 29 s 992 ; son coéquipier Mark Webber est désormais troisième alors que Vergne, Nico Hülkenberg, Jenson Button, Adrian Sutil, Daniel Ricciardo et Pérez sont en passe d'être éliminés,,.
Romain Grosjean améliore sa performance et se porte à la deuxième place, derrière Vettel. Fernando Alonso tourne en 1 min 29 s 962 et se place en tête avec 30 millièmes d'avance sur Vettel mais il est finalement battu par son coéquipier Felipe Massa (1 min 29 s 825) qui, comme lors de la première phase, prend la tête dans les derniers instants,,.
Les éliminés de la deuxième session sont Rosberg, di Resta, Pérez, Esteban Gutiérrez, Sutil et Vergne,,.

#### Session Q3
La température de la piste est remontée à 41 °C et, dès le début de la dernière phase, Daniel Ricciardo, Fernando Alonso et Felipe Massa sortent immédiatement des stands. Pour autant, ils se contentent d'un tour d’installation et d'un début de tour lancé avant de retourner aux stands, sans avoir réalisé de tour chronométré,,.
Kimi Räikkönen établit le premier temps de référence en 1 min 29 s 970, temps rapidement battu par Sebastian Vettel, en 1 min 29 s 622. Lewis Hamilton passe ensuite en tête en 1 min 29 s 540. Alors qu'il reste trois minutes, les Ferrari ressortent, suivies par Vettel tandis que Button ne termine pas son tour lancé,,.
À deux minutes du drapeau à damiers, tous les pilotes sont en piste, les Ferrari et Button étant les seuls en pneus durs. Vettel prend la tête en 1 min 29 s 501 et Mark Webber, en avance sur son coéquipier dans le deuxième secteur, prend finalement la deuxième place en 1 min 29 s 608 lorsqu'Hamilton, en 1 min 29 s 398, obtient sous le drapeau à damier la vingt-neuvième pole position de sa carrière,,.
Hamilton s'élance depuis la pole position, devant Vettel, Webber, Räikkönen et Romain Grosjean ; suivent Daniel Ricciardo, Massa et Alonso, en pneus durs. Button et Hülkenberg n'ont pas réalisé de temps dans cette dernière phase,,.

### Grille de départ
| Pos.                                                                                      | Pilote              | Écurie               | Qualifications 1 | Qualifications 2 | Qualifications 3 |
| ----------------------------------------------------------------------------------------- | ------------------- | -------------------- | ---------------- | ---------------- | ---------------- |
| 1                                                                                         | Lewis Hamilton      | Mercedes             | 1 min 31 s 131   | 1 min 30 s 152   | 1 min 29 s 398   |
| 2                                                                                         | Sebastian Vettel    | Red Bull-Renault     | 1 min 31 s 269   | 1 min 29 s 992   | 1 min 29 s 501   |
| 3                                                                                         | Mark Webber         | Red Bull-Renault     | 1 min 31 s 428   | 1 min 30 s 217   | 1 min 29 s 608   |
| 4                                                                                         | Kimi Räikkönen      | Lotus-Renault        | 1 min 30 s 676   | 1 min 29 s 852   | 1 min 29 s 892   |
| 5                                                                                         | Romain Grosjean     | Lotus-Renault        | 1 min 31 s 242   | 1 min 30 s 005   | 1 min 29 s 959   |
| 6                                                                                         | Daniel Ricciardo    | Toro Rosso-Ferrari   | 1 min 31 s 081   | 1 min 30 s 223   | 1 min 30 s 528   |
| 7                                                                                         | Felipe Massa        | Ferrari              | 1 min 30 s 547   | 1 min 29 s 825   | 1 min 31 s 126   |
| 8                                                                                         | Fernando Alonso     | Ferrari              | 1 min 30 s 709   | 1 min 29 s 962   | 1 min 31 s 209   |
| 9                                                                                         | Jenson Button       | McLaren-Mercedes     | 1 min 31 s 181   | 1 min 30 s 269   | Pas de temps     |
| 10                                                                                        | Nico Hülkenberg     | Sauber-Ferrari       | 1 min 31 s 132   | 1 min 30 s 231   | Pas de temps     |
| 11                                                                                        | Nico Rosberg        | Mercedes             | 1 min 31 s 322   | 1 min 30 s 326   |                  |
| 12                                                                                        | Paul di Resta       | Force India-Mercedes | 1 min 31 s 322   | 1 min 30 s 697   |                  |
| 13                                                                                        | Sergio Pérez        | McLaren-Mercedes     | 1 min 31 s 498   | 1 min 30 s 933   |                  |
| 14                                                                                        | Esteban Gutiérrez   | Sauber-Ferrari       | 1 min 31 s 681   | 1 min 31 s 010   |                  |
| 15                                                                                        | Adrian Sutil        | Force India-Mercedes | 1 min 30 s 320   | 1 min 31 s 010   |                  |
| 16                                                                                        | Jean-Éric Vergne    | Toro Rosso-Ferrari   | 1 min 31 s 629   | 1 min 31 s 104   |                  |
| 17                                                                                        | Valtteri Bottas     | Williams-Renault     | 1 min 31 s 693   |                  |                  |
| 18                                                                                        | Pastor Maldonado    | Williams-Renault     | 1 min 31 s 707   |                  |                  |
| 19                                                                                        | Charles Pic         | Caterham-Renault     | 1 min 32 s 937   |                  |                  |
| 20                                                                                        | Jules Bianchi       | Marussia-Cosworth    | 1 min 33 s 063   |                  |                  |
| 21                                                                                        | Giedo van der Garde | Caterham-Renault     | 1 min 33 s 734   |                  |                  |
| 22                                                                                        | Max Chilton         | Marussia-Cosworth    | 1 min 34 s 098   |                  |                  |
| Temps minimal à réaliser pour la qualification : 1 min 36 s 885 (107 % de 1 min 30 s 547) |                     |                      |                  |                  |                  |

- Charles Pic, dix-neuvième temps des qualifications, est pénalisé de cinq places sur la grille pour avoir changé de boîte de vitesses. Il s'élance donc vingt-deuxième et dernier[21],[22],[23].

## Course

### Déroulement de l'épreuve

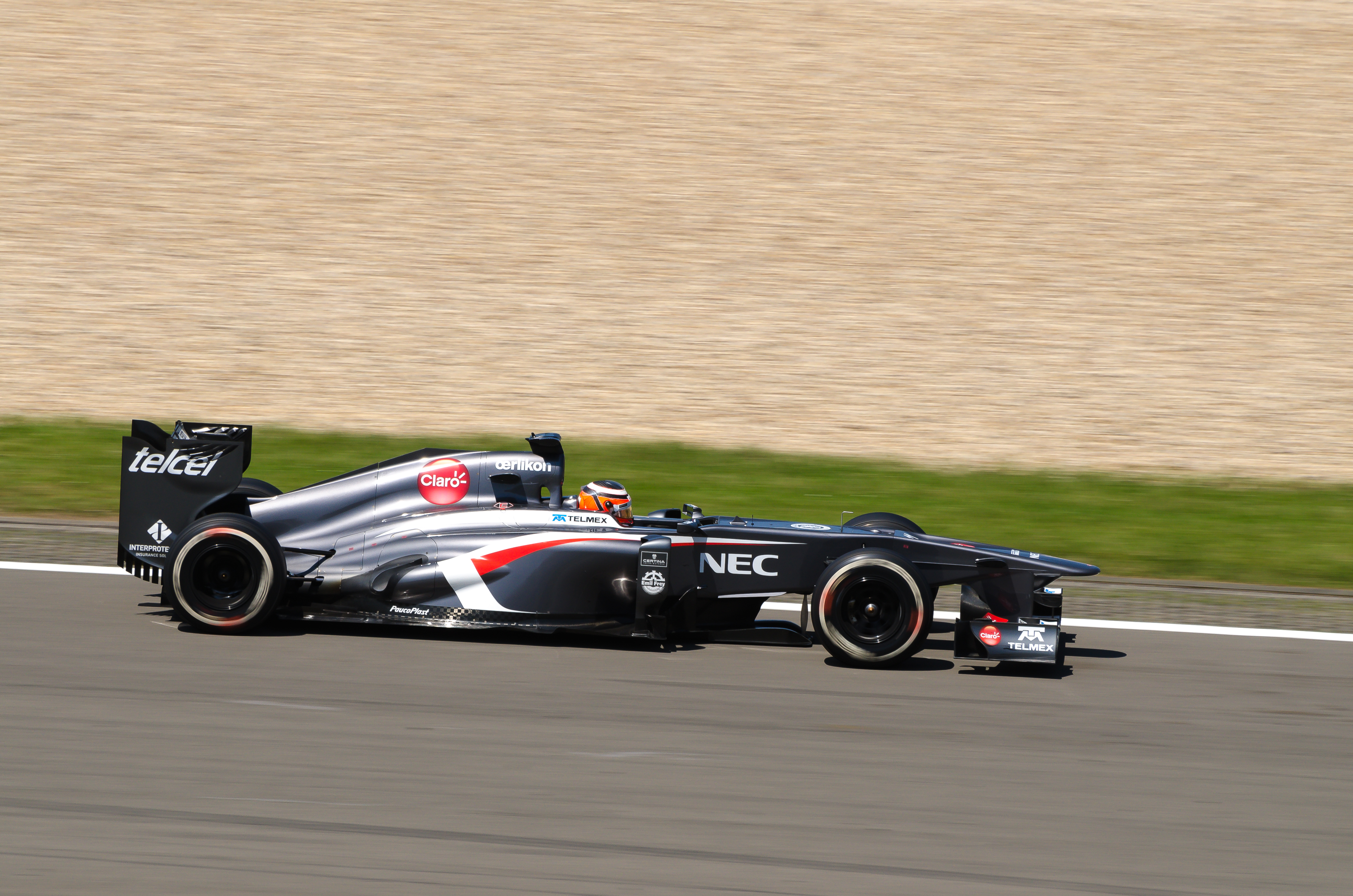
Nico Hülkenberg, sur Sauber C32, au Nürburgring en 2013.

Le soleil brille au Nürburgring, un léger vent souffle, la température de l'air est de 24 °C et la piste est à 42 °C sur la ligne de départ du Grand Prix d'Allemagne. Lewis Hamilton en pole position est accompagné en première ligne par Sebastian Vettel. Les six premiers pilotes sur la grille s'élancent en pneus tendres ; Felipe Massa, Fernando Alonso, Jenson Button, Nico Hülkenberg, Nico Rosberg, Valtteri Bottas et Pastor Maldonado partent par contre en pneus durs. À l'extinction des feux, les Red Bull Racing prennent le meilleur envol et, dès le premier virage, passent Hamilton, suivi des deux Lotus F1 Team,,.
À la fin du premier tour, Vettel devance son coéquipier Mark Webber, Hamilton, Kimi Räikkönen, Romain Grosjean, Massa, Daniel Ricciardo, Alonso, Button, Sergio Pérez, Hülkenberg et Rosberg. La lutte est rude entre les deux McLaren Racing et les deux Force India. À l'entame du quatrième tour, Massa part en tête-à-queue au premier virage et abandonne,,.
Les arrêts aux stands commencent dès le tour suivant où Paul di Resta, Jean-Éric Vergne et Charles Pic chaussent les pneus durs. Hamilton et Esteban Gutiérrez font de même au septième tour, Vettel s'arrête un tour plus tard et ressort devant Rosberg, laissant son coéquipier Webber en tête. L'Australien s'arrête au tour suivant et, respectant les consignes du préposé à la « sucette », quitte son stand alors que sa roue arrière-droite n'est pas fixée. La roue se détache et percute un cadreur dans l'allée des stands ; les mécaniciens de Lotus se préparant à recevoir Räikkönen doivent s'écarter pour éviter la roue qui rebondit dans la pitlane,,.
Alors que Romain Grosjean occupe désormais la tête de la course, Webber reprend la piste avec un tour de retard. Hamilton revient sur son coéquipier Nico Rosberg (qui ne s'est pas arrêté) après son premier arrêt aux stands : si l'Allemand reçoit de son stand l'information selon laquelle Hamilton est sur une « stratégie différente », il ne s'efface pas pour autant et garde Hamilton derrière lui, ne respectant pas une consigne d'équipe camouflée. Grosjean s'arrête au quatorzième tour, ce qui permet à Vettel de retrouver le commandement tandis qu'Hamilton a passé son coéquipier. Malgré son arrêt, Grosjean garde Vettel dans sa ligne de mire et devance Button et Hülkenberg qui ne se sont pas encore arrêtés,,.
Au dix-huitième tour, Hamilton, en délicatesse avec ses pneus, est dépassé par Kimi Räikkönen et se trouve menacé par Fernando Alonso. Button et Maldonado s'arrêtent au vingt-deuxième tour ; Seul Bottas, onzième, n'a pas encore changé de pneus. Au tour suivant, Hamilton effectue son deuxième arrêt et laisse sa position à Alonso. Quelques instants plus tard, le moteur de la Marussia F1 Team de Jules Bianchi explose et le Français abandonne. Quand la grue approche pour évacuer la monoplace, celle-ci recule peu à peu dans la pente avant la chicane : la voiture de sécurité doit entrer en piste pour neutraliser la course au vingt-cinquième tour, ce dont profitent les pilotes pour effectuer leur deuxième arrêt aux stands ; seuls Button, Hülkenberg et les deux Williams ne rentrent pas. Rosberg perd du temps à cause d'un souci sur sa roue avant-gauche de Rosberg et Vergne abandonne sur un problème hydraulique,,.
Lorsque Webber est revenu en fin de peloton après avoir rattrapé son tour de retard, la voiture de sécurité s'efface, à l'entame du trentième tour. Vettel précède toujours les Lotus de Grosjean et Räikkönen. Quatre tours plus tard, alors que les trois premiers se tiennent en une seconde, les deux pilotes Lotus peuvent utiliser leur aileron arrière mobile pour tenter de dépasser Vettel. Webber est bloqué par Gutierrez en quinzième position,,.
Hülkenberg, après une lutte contre Hamilton, ravitaille au trente-huitième tour ; deux tours plus tard, Grosjean, alors deuxième, s'arrête aux stands et chausse des pneus durs. Vettel s'arrête un tour plus tard et ressort cinquième, juste devant le Français. L'Allemand creuse l'écart sur Grosjean et fonce sur Hamilton : Vettel le dépasse à quinze tours du but et Grosjean quelques virages plus loin, juste avant que l'Anglais ne ravitaille. Alors que Vettel et Grosjean sont sur le point de doubler Button (qui n’a fait qu'un seul arrêt et pointe ainsi en troisième position), le Britannique s'arrête chausser ses pneus tendres. À dix tours de l’arrivée, Räikkönen et Alonso, premier et deuxième, rentrent ensemble aux stands chausser des pneus tendres : Vettel reprend la tête de la course devant Grosjean ; suivent Räikkönen et Alonso et Pérez et Button qui se battent pour la cinquième place,,.
Maldonado connaît un problème avec sa roue avant-droite lors de son arrêt aux stands, perd un temps précieux et est relégué en fond de classement alors qu'il évoluait un temps en septième position. À quatre tours du but, Grosjean reçoit une consigne d'équipe lui demandant de s'effacer au profit de son coéquipier Räikkönen ; le Français laisse passer le Finlandais qui, en pneus tendres, rattrape rapidement Vettel en pneus durs tandis que Grosjean se retrouve sous la menace directe d'Alonso,,.
Räikkönen revient à une seconde de son rival mais ne parvient pas à le passer. Sebastian Vettel remporte pour la seule fois de sa carrière son Grand Prix national (c'est la première victoire d'un Allemand en Allemagne depuis Michael Schumacher à Hockenheim en 2006). Räikkönen et Grosjean complètent le podium devant Alonso qui s'arrête sitôt la ligne franchie. Dans le dernier tour, Hamilton double Button et lui ravit la cinquième place ; Webber fait de même avec Pérez et se classe septième. Rosberg et Hülkenberg prennent des derniers points en jeu,,.

### Classement de la course
| Pos. | no | Pilote              | Écurie               | Tours | Temps/Abandon                      | Grille | Points |
| ---- | -- | ------------------- | -------------------- | ----- | ---------------------------------- | ------ | ------ |
| 1    | 1  | Sebastian Vettel    | Red Bull-Renault     | 60    | 1 h 41 min 14 s 711 (182,896 km/h) | 2      | 25     |
| 2    | 7  | Kimi Räikkönen      | Lotus-Renault        | 60    | + 1 s 008                          | 4      | 18     |
| 3    | 8  | Romain Grosjean     | Lotus-Renault        | 60    | + 5 s 830                          | 5      | 15     |
| 4    | 3  | Fernando Alonso     | Ferrari              | 60    | + 7 s 721                          | 8      | 12     |
| 5    | 10 | Lewis Hamilton      | Mercedes             | 60    | + 26 s 927                         | 1      | 10     |
| 6    | 5  | Jenson Button       | McLaren-Mercedes     | 60    | + 27 s 996                         | 9      | 8      |
| 7    | 2  | Mark Webber         | Red Bull-Renault     | 60    | + 37 s 562                         | 3      | 6      |
| 8    | 6  | Sergio Pérez        | McLaren-Mercedes     | 60    | + 38 s 306                         | 13     | 4      |
| 9    | 9  | Nico Rosberg        | Mercedes             | 60    | + 46 s 821                         | 11     | 2      |
| 10   | 11 | Nico Hülkenberg     | Sauber-Ferrari       | 60    | + 49 s 892                         | 10     | 1      |
| 11   | 14 | Paul di Resta       | Force India-Mercedes | 60    | + 53 s 771                         | 15     |        |
| 12   | 19 | Daniel Ricciardo    | Toro Rosso-Ferrari   | 60    | + 56 s 975                         | 6      |        |
| 13   | 15 | Adrian Sutil        | Force India-Mercedes | 60    | + 57 s 738                         | 15     |        |
| 14   | 12 | Esteban Gutiérrez   | Sauber-Ferrari       | 60    | + 1 min 00 s 160                   | 14     |        |
| 15   | 16 | Pastor Maldonado    | Williams-Renault     | 60    | + 1 min 01 s 929                   | 18     |        |
| 16   | 17 | Valtteri Bottas     | Williams-Renault     | 59    | + 1 tour                           | 17     |        |
| 17   | 20 | Charles Pic         | Caterham-Renault     | 59    | + 1 tour                           | 22     |        |
| 18   | 21 | Giedo van der Garde | Caterham-Renault     | 59    | + 1 tour                           | 20     |        |
| 19   | 23 | Max Chilton         | Marussia-Cosworth    | 59    | + 1 tour                           | 21     |        |
| Abd. | 18 | Jean-Éric Vergne    | Toro Rosso-Ferrari   | 23    | Hydraulique                        | 16     |        |
| Abd. | 22 | Jules Bianchi       | Marussia-Cosworth    | 21    | Moteur                             | 19     |        |
| Abd. | 4  | Felipe Massa        | Ferrari              | 4     | Tête-à-queue                       | 7      |        |

### Pole position et record du tour
- Pole position :  Lewis Hamilton (Mercedes Grand Prix) en 1 min 29 s 398 (207,307 km/h)[28].
- Meilleur tour en course :  Fernando Alonso (Ferrari) en 1 min 33 s 468 (198,280 km/h) au cinquante-et-unième tour[29].

### Tours en tête
- Sebastian Vettel : 44 tours (1-6 / 14-40 / 50-60)[30]
- Mark Webber : 2 tours (7-8)
- Romain Grosjean : 5 tours (9-13)
- Kimi Räikkönen : 9 tours (41-49)

## Classements généraux à l'issue de la course
| Pos. | Pilote           | Écurie               | Points |
| ---- | ---------------- | -------------------- | ------ |
| 1    | Sebastian Vettel | Red Bull-Renault     | 157    |
| 2    | Fernando Alonso  | Ferrari              | 123    |
| 3    | Kimi Räikkönen   | Lotus-Renault        | 116    |
| 4    | Lewis Hamilton   | Mercedes             | 99     |
| 5    | Mark Webber      | Red Bull-Renault     | 93     |
| 6    | Nico Rosberg     | Mercedes             | 84     |
| 7    | Felipe Massa     | Ferrari              | 57     |
| 8    | Romain Grosjean  | Lotus-Renault        | 41     |
| 9    | Paul di Resta    | Force India-Mercedes | 36     |
| 10   | Jenson Button    | McLaren-Mercedes     | 33     |
| 11   | Adrian Sutil     | Force India-Mercedes | 23     |
| 12   | Sergio Pérez     | McLaren-Mercedes     | 16     |
| 13   | Jean-Éric Vergne | Toro Rosso-Ferrari   | 13     |
| 14   | Daniel Ricciardo | Toro Rosso-Ferrari   | 11     |
| 15   | Nico Hülkenberg  | Sauber-Ferrari       | 7      |

| Pos. | Écurie               | Points |
| ---- | -------------------- | ------ |
| 1    | Red Bull-Renault     | 250    |
| 2    | Mercedes             | 183    |
| 3    | Ferrari              | 180    |
| 4    | Lotus-Renault        | 157    |
| 5    | Force India-Mercedes | 59     |
| 6    | McLaren-Mercedes     | 49     |
| 7    | Toro Rosso-Ferrari   | 24     |
| 8    | Sauber-Ferrari       | 7      |

## Statistiques
Le Grand Prix d'Allemagne 2013 représente :
- La 29e pole position de sa carrière pour Lewis Hamilton[33] ;
- la 30e victoire de sa carrière pour Sebastian Vettel[34] ;
- la 38e victoire pour Red Bull Racing en tant que constructeur[35] ;
- la 156e victoire pour Renault en tant que motoriste[36];
- la 26e course consécutive terminée dans les points par Kimi Räikkönen qui améliore ainsi son record[37] ;
- la 1re victoire de Sebastian Vettel pour son Grand Prix national[38].

Au cours de ce Grand Prix :
- Kimi Räikkönen passe la barre des 900 points inscrits en championnat du monde (902 points)[39] ;
- En quittant les stands, la monoplace de Mark Webber perd sa roue arrière droite, mal fixée ; elle percute Paul Allen, un cadreur de la Formula One Management, transporté par hélicoptère à l'hôpital. Allen souffre d'une commotion cérébrale, d'une clavicule et de plusieurs côtes cassées[40],[41] ;
- Red Bull Racing écope d'une amende de 30 000 euros par la FIA pour avoir relâché Mark Webber avec une roue mal fixée ; l'écurie Force India écope d'une amende de 5 000 euros pour avoir relâché Paul di Resta alors que Jean-Éric Vergne entrait dans son stand[42] ;
- Emanuele Pirro (37 départs en Grands Prix entre 1989 et 1991, 3 points inscrits et quintuple vainqueur des 24 Heures du Mans) est nommé assistant des commissaires de course.